# Kira Skov
Kira Amdrup Skov (født 6. juni 1976) er en dansk sangerinde, der er kendt som frontfigur i rockgruppen Kira & The Kindred Spirits. 

## Opvækst
Kira Skov blev født på Nørrebro i København i 1976 og voksede op i Rødovre.

## Karrieren
I 1993 tog hun til London, hvor hun mødte en 17 år ældre guitarist, Eve, som hun fulgte til USA. Sammen med Eve og bl.a. Laust Sonne dannede hun et band Butterfly Species, der eksisterede til 1997. På det tidspunkt gik hun fra Eve og rejste til London, hvor hun var bosat i yderligere fire år. Her søgte hun efter et band og begyndte at skrive sine egne sange. I perioden indspillede hun bl.a. med guitaristen Jeff Beck. 
Skov flyttede tilbage til Danmark i 2002.
I 2001 fik Hun et toårigt igangsætningsstipendium fra Statens Kunstfond, hvilket gjorde det muligt for hende at koncentrere sig om at skrive sange. Samme år dannede hun "Kira & The Kindred Spirits", og bandet indspillede den første plade. Pressen var hurtig til at hylde Kira Skov, og Politikens anmelder Erik Jensen kaldte hende “ Det største naturtalent længe set i dansk rock” i anmeldelsen af hendes debutkoncert med bandet på Rust i 2002. De følgende år markerede gruppen sig som liveorkester med Kira Skov som det dynamiske kraftcenter. Gruppen indspillede de følgende år flere plader med fine anmeldelser.
I den store offentlighed blev Kira Skov for alvor kendt ved at synge duet med Lars H.U.G. til Rock'n'royal i 2004 umiddelbart før brylluppet mellem kronprins Frederik og kronprinsesse Mary.
I 2007 optrådte Skov med sit band i 13 opførelser af balletforestillingen Rapsody på Det Kongelige Teaters gamle scene, med originalt materiale, håndplukket fra hendes tre udgivelser med Kira and the Kindred Spirits. Koreografen Nicolo Fonte instruerede balletten, med kostumer af Mads Nørgaard. Forestillingen blev en stor succes.
I oktober 2007 blev det annonceret, at hendes band, Kira & the Kindred Spirits gik i opløsning, og at Kira Skov derefter ville forfølge en solokarriere, dog i samarbejde med Nicolai Munch-Hansen fra bandet.
Siden har hun indgået i samarbejde med en række forskellige musikere, bl.a. med trip-hop-stjernen Tricky, og hun medvirkede i en film instrueret af ovennævnte, med premiere i efteråret 2007. Senere deltog hun i sommeren 2008 i en omfattende verdensturné som gæst i Trickys band på festivaler i Europa, Japan, Korea og Rusland. Hun skrev kontrakt med Tricky og pladebranchelegenden Chris Blackwells nyopstartede selskab Brownpunk. Selskabet gik dog til grunde på grund af interne stridigheder, og Skov fik ikke et gennembrud med dette, som man havde forventet.  Siden har hun arbejdet sammen med Peter Peter (Peter Schneidermann)  fra Sort Sol, og de skabte i fællesskab bandet Persona. Hun indspillede  desuden en plade sammen med den svenske producer Tore Johansson under navnet The Gospel og har samarbejdet med en lang række andre danske kunstnere som Sebastian, Steffen Brandt m.fl.
I 2008 udkom Kira Skovs første soloplade The Rail Train, the Meadow, the Freeway and the Shadows, med backup fra bandet The Ghost Riders. Herefter udgav hun pladen Look Up Ahead i september 2010 produceret med producer og musiker John Parish. Pladen blev indspillet på Island. 
I 2011 optrådte hun med koncerter under vinterjazzen med en Billie Holiday-hyldest: Kira Skov sings Billie Holiday, bl.a. i Glassalen i Tivoli, og i efteråret 2011 udgav hun Memories of Days Gone By i samarbejde med blandt andet Nicolai Munch Hansen og Jacob Dinesen og modtog meget fine anmeldelser. 
I december 2012 var der premiere på portrættet “Fra Kira til Billie” på DK4.
I 2013 udgav Skov sit tredje soloalbum When We Were Gentle sammen med Nicolai Munch-Hansen, Oliver Hoiness, Simon Toldam og RJ Miller. Pladen blev produceret af John Parish og indspillet og mixet af Paul Corkett. Politiken fulgte Kira Skov igennem hele processen. Pladen kom på gaden i oktober 2013 og fik en overvældende modtagelse. 6 hjerter i Politiken og 5 stjerner i alle de øvrige dagblade. Pladen udkom desuden i Tyskland, Frankrig og Polen samt i Japan og Taiwan. 
I september 2014 udgav Kira Skov sammen med Marie Fisker albummet The Cabin Project, der var optaget i Canada. Medvirkende er guitaristen Oliver Hoiness og multiinstrumentalisten Ned Ferm - assisteret af produceren Mark Howard.[2] Projektet blev til ved at rejse midler gennem crowdfunding via Boomerang
Det fjerde soloalbum var skabt med det samme band som We Where Gentle, igen i samarbejde med John Parish og Paul Corkett, og udkom i 2015. Titlen er May Your Mind Explode a Blossom Tree. Den blev ligeledes godt anmeldt.
I 2014 modtog Kira Skov Statens Kunstfonds treårige arbejdslegat.
Hendes nummer "Now I Know" fra 2015 bliver spillet i tv-serien Bones, afsnittet "The Monster in the Closet" (sæson 11, episode 13) med premiere 28. april 2016.

## Priser m.m.
- 2007: Gaffa Prisen som "Årets danske sangerinde"
- 2007: Danish Music Award som "Årets sangerinde"
- 2009: Robert for "Årets sang" for "Riders of the Freeway" fra filmen Frygtelig lykkelig
- 2009: Heinrich Prisen for sit engagement i asylproblematikken i Danmark og for koncerter rundt på asylcentrene i Danmark
- 2013: Præmie fra Kunstfonden for udgivelsen When We Were Gentle. Kunstfonden vælger hvert år 3-4 danske udgivelser at præmiere
- 2014: Den danske kritikerpris Årets Steppeulv for både Årets album og Årets vokalist. Samme år modtog hun Carl Prisen for sine tekster til pladen When We Where Gentle

## Privat
Kira Skov var gift med bassist og keyboardspiller Nicolai Munch-Hansen.

## Diskografi

### Kira & The Kindred Spirits
- Happiness Saves Lives, Sublime Exile Recordings, 2002 - producer: Kira Skov & Johan Lei Gellet
- This Is Not an Exit, 2005,  Copenhagen Records - producer: Tore Johansson
- Kira and the Kindred Spirits, 2006,  Copenhagen Records - producer: Tore Johansson

### The Gospel
- Faith, 2005, Copenhagen Records

### Kira and the Ghost Riders
- The Rail Train, the Meadow, the Freeway and the Shadows, 2008,  Copenhagen Records - producer: Kira and the Ghost Riders/Mark Howard
- Run Where No One Goes, mini-cd 2010, Mermaid Records
- Look Up Ahead 2010 Mermaid Records/Sony - producer: John Parish

### Persona
- Ephiphanies of Grandeur, 2012, Target Records - producer: Persona

### The Cabin Project (Kira Skov & Marie Fisker)
- The Cabin Project, 2014, Stunt Records

### Solo
- Memories of Days Gone By, 2011, Sundance Records
- May Your Mind Explode a Blossom Tree, 2015, Stunt records - producer John Parish
- When We Were Gentle, 2013, Stunt / Sundance Records